# Føvling Sogn (Horsens Kommune)
 Denne artikel omhandler Føvling Sogn (Horsens Kommune). Der er også andre sogne med dette navn, se Føvling Sogn.
Føvling Sogn er et sogn i Horsens Provsti (Århus Stift).
I 1800-tallet var Føvling Sogn anneks til Ring Sogn (nu Brædstrup Sogn). Begge sogne hørte til Tyrsting Herred i Skanderborg Amt. Ring-Føvling sognekommune blev ved kommunalreformen i 1970 indlemmet i Brædstrup Kommune, der ved strukturreformen i 2007 indgik i Horsens Kommune.
I Føvling Sogn ligger Føvling Kirke.
I sognet findes følgende autoriserede stednavne:
- Buskerne (bebyggelse)
- Føvling (bebyggelse, ejerlav)
- Holland (bebyggelse)
- Hårup (bebyggelse, ejerlav)
- Neder Åstrup (bebyggelse, ejerlav)
- Over Åstrup (bebyggelse, ejerlav)
- Ring Skov (areal)
- Sillebjerg (bebyggelse)
- Staghøje (areal)
- Våbensholm Skov (bebyggelse)
- Åstruplund (bebyggelse)